# Barclay (Maryland)
Barclay és una població dels Estats Units a l'estat de Maryland. Segons el cens del 2000 tenia 143 habitants.

## Demografia
Segons el cens del 2000, Barclay tenia 143 habitants, 54 habitatges, i 42 famílies. La densitat de població era de 212,4 habitants per km².
Dels 54 habitatges en un 42,6% hi vivien nens de menys de 18 anys, en un 63% hi vivien parelles casades, en un 13% dones solteres, i en un 22,2% no eren unitats familiars. En el 20,4% dels habitatges hi vivien persones soles el 9,3% de les quals corresponia a persones de 65 anys o més que vivien soles. El nombre mitjà de persones vivint en cada habitatge era de 2,65 i el nombre mitjà de persones que vivien en cada família era de 3,07.
Per edats la població es repartia de la següent manera: un 30,1% tenia menys de 18 anys, un 4,2% entre 18 i 24, un 30,8% entre 25 i 44, un 25,2% de 45 a 60 i un 9,8% 65 anys o més.
L'edat mediana era de 38 anys. Per cada 100 dones de 18 o més anys hi havia 81,8 homes.
La renda mediana per habitatge era de 41.250 $ i la renda mediana per família de 46.250 $. Els homes tenien una renda mediana de 36.250 $ mentre que les dones 18.750 $. La renda per capita de la població era de 19.698 $. Cap de les famílies i el 2,5% de la població estaven per davall del llindar de pobresa.

## Poblacions més properes
El següent diagrama mostra les poblacions més properes.